# وار ميوزيك
وار ميوزيك هو العنوان العملي لمشروع الشاعر البريطاني كريستوف لوج طويل الأمد لإنشاء قصيدة حداثية تستند إلى إلياذة هوميروس، والتي بدأت في عام 1959. وكان في الأصل اسم المجلد الأول لهذا المشروع، الذي يوحد باتروكلييا المكتملة بشكل منفصل (الكتاب 16)، جي بي إم (الكتب 17/18) ووياكس (الكتاب 19)، الذي تم نشره في عام 1981. في عام 2001 تمت إضافة الأقسام الأخرى الملوك وتمت إضافة الأزواج، والتي تغطي الكتب 1-4.  
تلاه قسمان إضافيان، الأحمر الدائم طوال اليوم (2003) والمكالمات الباردة، فازت الأخير بجائزة شعر ويتبريد 2005. تأسس على الكتب 5-9 وتم جمعها مع الأقسام السابقة، والتي لا تزال تحت العنوان الجماعي موسيقى الحرب، في عام 2016. تمت إضافة أيضًا إلى هذا المجلد ملحق به ملاحظات لوجوالمسودات قيد التنفيذ لمزيد من الحلقات.
أثار عمل لوج جدلاً بين الكلاسيكيين لأن لوجلم يكن يعرف اليونانية القديمة، وبدلاً من ذلك اعتمد عمله على ترجمات أخرى للإلياذة وعلى سرير كلمة بكلمة قدمه الباحث الكلاسيكي دونالد كارن روس، الذي اقترح المشروع لأول مرة على. بي بي سي منح الإصدار الجديد أسلوبًا حديثًا، وأسلوب التخيل وأغفل معظم الميزات الأسلوبية البارزة لهوميروس للحصول على بنية أكثر مرونة.  تم تغيير الحبكة والشخصيات في العديد من النقاط الثانوية.  يتميز أداء لوج أيضًا بالعامية والصور التي عفا عليها الزمن بشكل لافت للنطر.
في يونيو 2001، قدم مسرح فيرس مانهاتن (VTM) إنتاجًا من رجلين من «كنجس»، من تأليف وإخراج جيمس ميلتون.  في سبتمبر 2001، افتتح في تي إم إنتاج «موسيقى الحرب» الذي يضم ممثلين من ثلاث نساء وتم تكييفه وإخراجه بواسطة السيد ميلتون.  تم إغلاق الإنتاج في قرية غرينتش بسبب هجوم 11 سبتمبر، ولكن تم إحياؤه واستمر في القيام بجولات في كل من الغرب الأوسط والمملكة المتحدة.  تم تكليف الكاتبة المسرحية الأمريكية ليليان جواج من قبلمسرح المعهد الأمريكي في سان فرانسيسكو، كاليفورنيا لكتابة مسرحية موسيقية تعتمد على المادة.  ام جروج بإخراج وعرض المسرحية، والتي تسمى أيضًا موسيقى الحرب، في إيه سي تي في أوائل عام 2009.
عمل الملحن الأمريكي ناثان كوريير على إصدار من موسيقى الحرب للممثلين، ومغني الباريتون، والمجموعة المختلطة، بالتعاون مع كريستوفر لوج، من  2003 حتى تجاوز لوجمرض  الخرف  في 2005.
تم تكليفه في الأصل بالعرض الأول في بروفيدنس، رود آيلاند من قبل مجموعة تسمى أوريا، بدعم من مؤسسة رود آيلاند، وكان من المقرر أن يتم العرض الأول في سبتمبر 2005 كجزء من مهرجان يسمى فيرستووركس،  لكن الخلافات مع الفرقة أدت إلى إلغائها ولم يتم عرض العمل لأول مرة.